# Осиновка (Томская область)
Оси́новка — село в Кожевниковском районе Томской области России. Входит в состав Вороновского сельского поселения. Малая родина Н.И. Суковатова, Героя Советского Союза.

## География
Село расположено у истока реки Кумлова, на юго-западе Кожевниковского района, недалеко от административной границы с Новосибирской областью.
Улиц три: ул. Мира, ул. Набережная и ул. Советская. Также в уличную сеть входит тер. Восход (Осиновка).

## Население
| 2002 | 2010 | 2012 | 2013 | 2014 | 2015 | 2021 |
| ---- | ---- | ---- | ---- | ---- | ---- | ---- |
| 530  | ↘430 | ↗438 | ↘423 | ↘415 | ↘392 | ↘391 |

## Известные жители и уроженцы
- Суковатов, Николай Иванович — участник Великой Отечественной войны, Герой Советского Союза.

## Инфраструктура
Основу местной экономической жизни составляют сельское хозяйство и розничная торговля.
В посёлке работает фельдшерско-акушерский пункт, дом культуры, библиотека, детский сад и средняя общеобразовательная школа.